# Samuel Dickstein (homme politique)
Samuel Dickstein, né le 5 février 1885 et décédé le 22 avril 1954, est un homme politique américain démocrate, représentant de New York à la Chambre des représentants des États-Unis et un membre de la Cour suprême de New York, ainsi qu'un agent du NKVD. Il a joué un rôle clé dans la création du comité qui allait devenir le House Un-American Activities Committee (Comité de la Chambre sur les activités anti-américaines), dont il se servit pour s'en prendre aux sympathisants fascistes et nazis.

## Biographie

### Enfance et études
Samuel Dickstein naît dans une famille juive vivant à proximité de Vilnius (Empire russe, aujourd'hui Lituanie). En 1887, il émigre aux États-Unis avec ses parents ; ils s'installent à New York. Là, il fréquente des écoles publiques et privées, puis entre au City College ; il sort diplômé de la New York Law School en 1906.

### Carrière

#### Avocat et membre du Congrès
Il est admis au barreau en 1908 et a commence la pratique du droit à New York. Il sert comme sous-procureur général extraordinaire de l'État de New York de 1911 à 1914, devient conseiller municipal en 1917, puis membre de la New York State Assembly, de 1919 à 1922. Il milite au Parti démocrate au niveau local et est élu membre du Congrès des États-Unis lors de sa 68e élection. ; il est réélu onze fois. Il démissionne de son mandat le 30 décembre 1945. Il a été président du Comité sur l'Immigration et les Naturalisation (de la 72e élection à la 79e).

#### La commission des activités anti-américaines
Pendant son mandat de président de Commission, il rend compte du nombre important d'étrangers légalement et illégalement entrés aux États-Unis, de la montée de l'antisémitisme ainsi que de la quantité de littérature judéophobe distribuée dans le pays. Cela le conduit à enquêter de manière indépendante sur les activités des nazis et d'autres groupes fascistes aux États-Unis. Cette enquête s’avère si importante que le 3 janvier 1934, le jour de l'ouverture de la deuxième session du 73e Congrès, Samuel Dickstein introduit une résolution appelant à la formation d'un comité spécial pour sonder les activités anti-américaines aux États-Unis. La Résolution Dickstein (H.R. #198) est adoptée en mars 1934 : John William McCormack est nommé président du comité et Samuel Dickstein vice-président. Il refuse en effet la présidence du Comité, estimant que ses origines juives pourraient avoir un effet négatif sur la procédure.
À partir de 1934, le Comité spécial sur les activités anti-américaines tient des audiences, mettant en lumière des mouvements américains d'obédience nazies (notamment le Bund germano-américain). Samuel Dickstein se fixe comme objectif l'éradication de toute trace du nazisme aux États-Unis ; il a personnellement interrogé chaque témoin. Ses talents oratoires lui valent une reconnaissance publique. En 1938, il joue également un rôle au sein de la « Commission Dies », présidée par Martin Dies Jr., qui enquête sur des sujets similaires d'entrisme fasciste et communiste. Plus tard, la Commission est rebaptisée et devient la House Un-American Activities Committee (HUAAC), devenant permanente en 1945, visant alors principalement les communistes après la défaite du Troisième Reich.

#### Autres activités parlementaires
Après l'Anschluss, en 1938, Samuel Dickstein tente d'introduire une législation qui permettrait d'accueillir les réfugiés fuyant le régime nazi.

### Fin de vie
Samuel Dickstein sert à la Cour suprême de New York jusqu'à sa mort.

### Un agent du NKVD
Dans son ouvrage paru en 2000, The Haunted Wood, l'écrivain et ancien Archiviste des États-Unis Allen Weinstein déclare que des documents découverts dans les années 1990 dans les archives de Moscou ont montré que Samuel Dickstein avait été payé 1 250 dollars par mois à partir de 1937 jusqu'au début des années 1940 par le NKVD, l'agence d'espionnage soviétique, qui espérait obtenir les informations secrètes du Congrès sur les forces anti-communistes et pro-fascistes américaines. Selon Adam Weinstein, il n'est pas certain qu'il ait fourni des informations décisives.
L'édition 2009 du livre Spies: The Rise and Fall of the KGB in America de John Earl Haynes, Harvey Klehr et Alexander Vassiliev explique les circonstances entourant l'acquisition des informations sur Samuel Dickstein par Adam Weinstein. Vassiliev a en effet aussi eu accès par le SVR des années 1990 à des dossiers opérationnels du renseignement soviétique civil en Amérique entre les années 1920 et 1930.

## Sources
- (en) Cet article est partiellement ou en totalité issu de l’article de Wikipédia en anglais intitulé « Samuel Dickstein (congressman) » (voir la liste des auteurs).